# Diecezja Ambato
Diecezja Ambato (łac. Dioecesis Ambatensis) – rzymskokatolicka diecezja w Ekwadorze należąca do metropolii Quito. Została erygowana 28 lutego 1948 roku.

## Główne świątynie

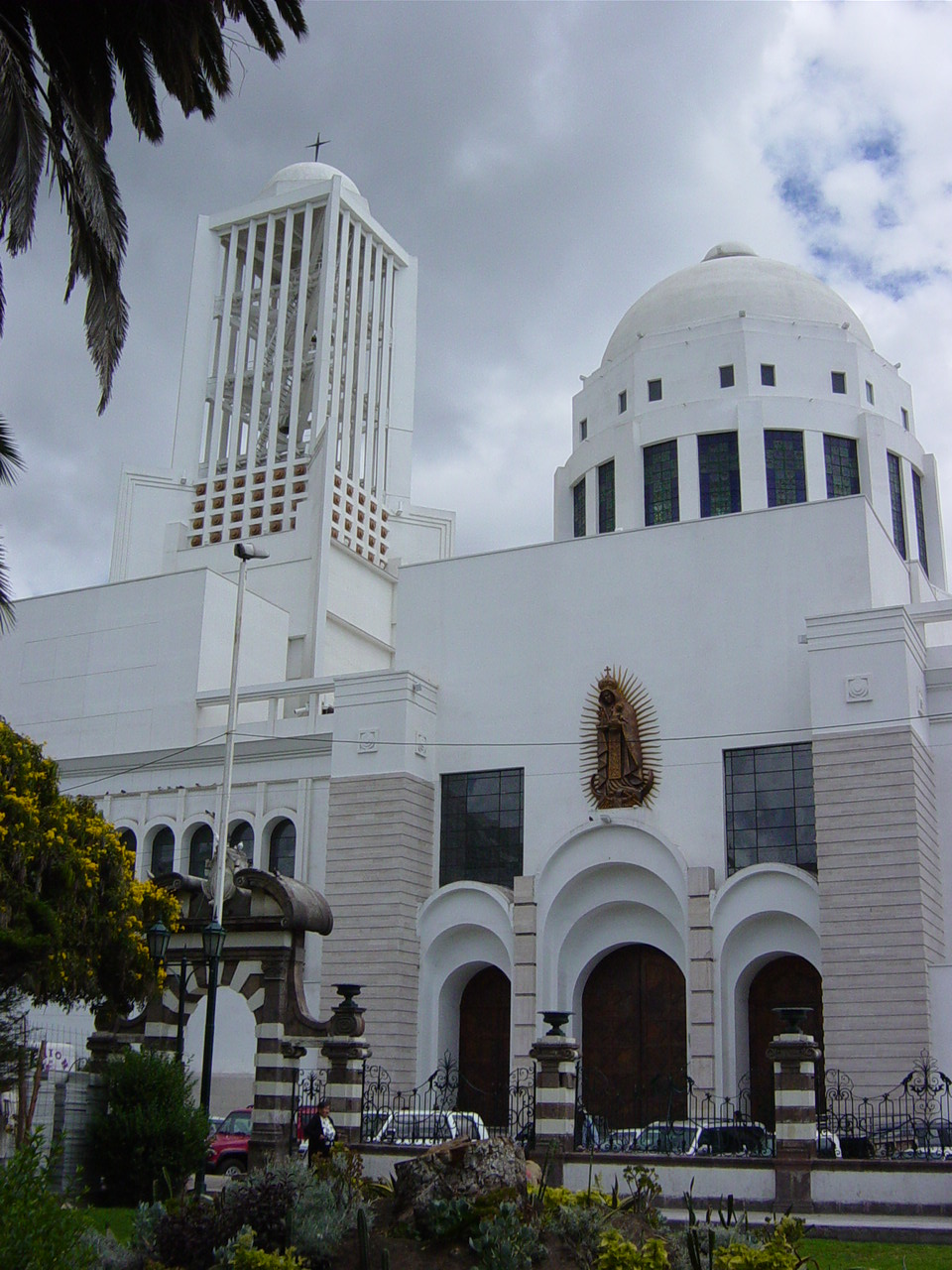
Bazylika katedralna w Ambato

- Katedra: Bazylika katedralna Matki Bożej Wniebowziętej w Ambato

## Biskupi diecezjalni
- Bernardino Echeverría Ruiz OFM (1949 – 1969)
- Vicente Rodrigo Cisneros Durán (1969 – 2000)
- Germán Trajano Pavón Puente (2001 - 2015)
- Jorge Giovanny Pazmiño Abril (od 2015)